# سازمان تنظیم مقررات مخابرات افغانستان
سازمان تنظیم مقررات مخابرات افغانستان (ATRA) (انگلیسی: Afghanistan Telecom Regulatory Authority) یک نهاد دولتی افغانستان است که در سال ۲۰۰۶ با هدف تنظیم و گسترش صنعت مخابرات افغانستان ایجاد شد. این سازمان برای ایجاد محیطی تلاش می‌کند که سرمایه‌گذاری خصوصی را در رشد خدمات مخابراتی و اینترنتی و زیرساخت‌ها تشویق کند.